# John Carlin

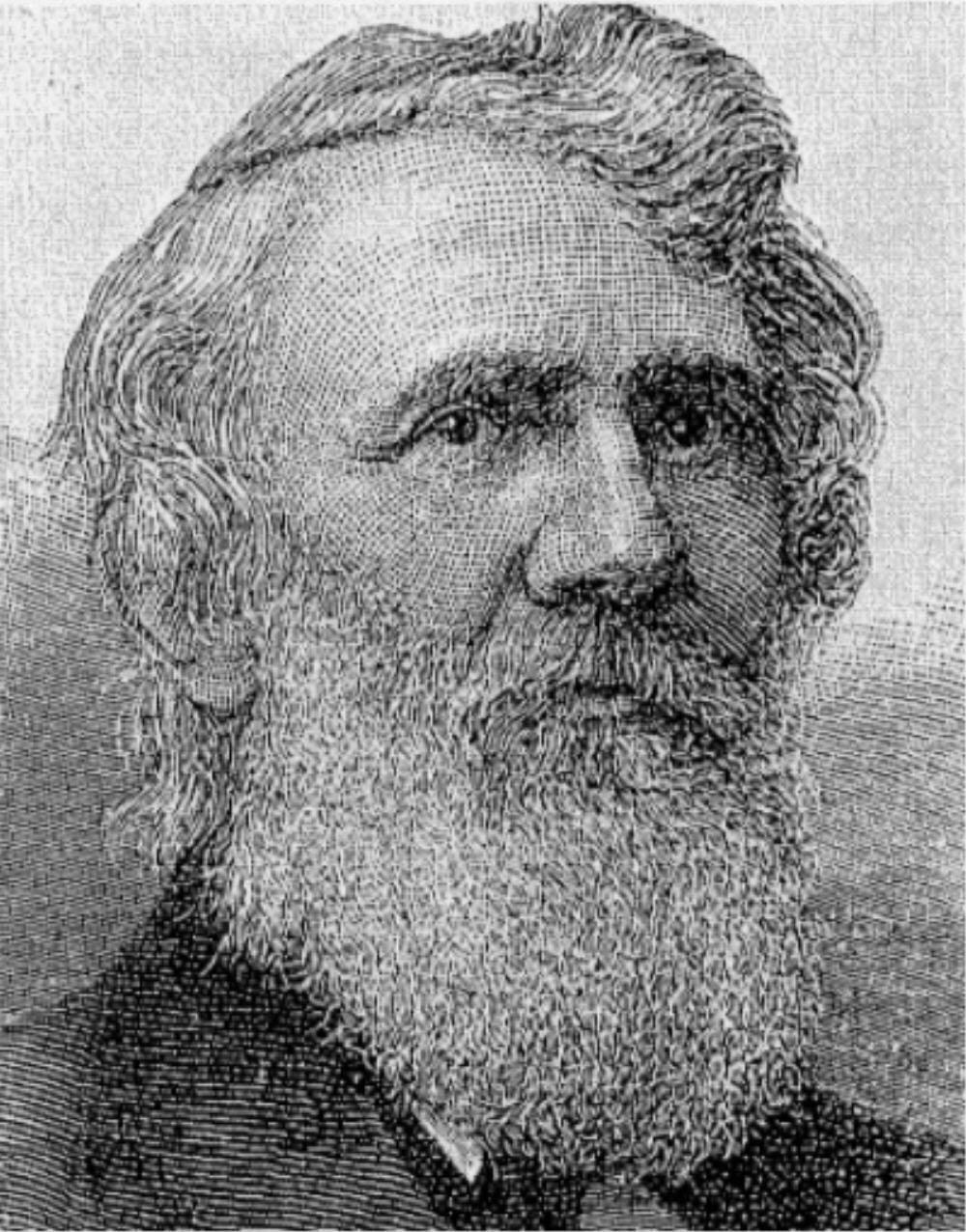
John Carlin

John Carlin (* 15. Mai oder 15. Juni 1813 in Philadelphia; † 23. April 1891 in New York City) war ein US-amerikanischer Zeichner, Maler und Dichter.

## Leben
John Carlin wurde taubstumm geboren oder verlor sein Gehör in der frühen Kindheit. Seine Eltern konnten für eine Ausbildung ihrer Kinder – auch der jüngere Bruder Andrew war gehörlos – nicht aufkommen. John Carlin wurde 1820 von David G. Seixas auf der Straße aufgelesen, der sich um die Schulbildung gehörloser Straßenkinder kümmerte. Er besuchte dann bis 1825 die Pennsylvania School for the Deaf, die aus Seixas’ privat begonnener Hilfseinrichtung hervorging, und musste sich danach als Schilder- und Häusermaler durchbringen. Nebenbei studierte er Zeichnen und Porträtmalerei und hatte zeitweise John Rubens Smith und John Neagle als Lehrer, ehe er 1838 nach London ging, um sich an den Antiken im Britischen Museum weiterzubilden. Danach wurde er ein Schüler von Paul Delaroche in Paris. In dieser Zeit schuf er auch Illustrationen für Paradise Lost und Pilgrim’s Progress. 1841 kehrte er nach Amerika zurück und ließ sich als Miniaturmaler in New York City nieder. Im Philadelphia Saturday Courier veröffentlichte er außerdem Verse unter dem Titel The Deaf-Mutes’ Lament. Er schrieb auch weitere Gedichte sowie diverse Artikel, beispielsweise über Architektur. Er war der erste gehörlose Dichter seines Landes, dessen Werke veröffentlicht wurden. Sein Kinderbuch The Scratchiest Family kam 1868 heraus.

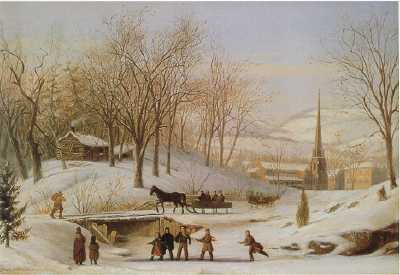
Schneeszene in Utica

Nachdem die Miniaturmalerei durch das Aufkommen der Porträtfotografie verdrängt wurde, gab Carlin diesen bisher lukrativen Geschäftszweig auf und konzentrierte sich auf großformatigere Arbeiten. Ein Teil seiner Gemälde aus dieser Phase wurde später in der International Exhibition of Fine and Applied Arts by Deaf Artists im Roerich Museum in New York City ausgestellt.
Bilder Carlins wurden im Detroit Institute of Arts ausgestellt. Ein Porträt Laurent Clercs von Carlins Hand befindet sich in der Sammlung der Gallaudet University und ein Ölbild, das Clerc darstellt, hängt in der Kentucky School for the Deaf. Auch das Los Angeles County Museum of Art sowie das Metropolitan Museum of Art, das Detroit Institute of Arts sowie die New York Historical Society besitzen Bilder von Carlin.
Neben seinen künstlerischen hatte Carlin auch soziale Interessen. Er sammelte Geld für den Bau der St. Ann Church for the Deaf in New York sowie für das Gallaudet Home for Aged and Infirm Deaf. Ferner gründete er die Manhattan Literary Association of Deaf Mutes. Bei der Eröffnung der Gallaudet University 1864, deren Einrichtung er mit vorangetrieben hatte, gehörte er zu den Eröffnungsrednern; später erhielt er den ersten M. A. h. c. des Colleges. 1881 war er Redner bei der ersten Zusammenkunft der Pennsylvania Society for the Advancement of the Deaf. Obwohl Carlin weder von den Lippen ablesen noch in Lautsprache reden konnte, setzte er sich sehr dafür ein, diese Fertigkeiten zu lehren.
John Carlin gehörte dem Komitee für eine Errichtung eines Monuments für Thomas Hopkins Gallaudet in Hartford (Connecticut) an. Sein Entwurf für eines der Basreliefs zeigte Gallaudet, wie er Schülern das Fingeralphabet beibringt.

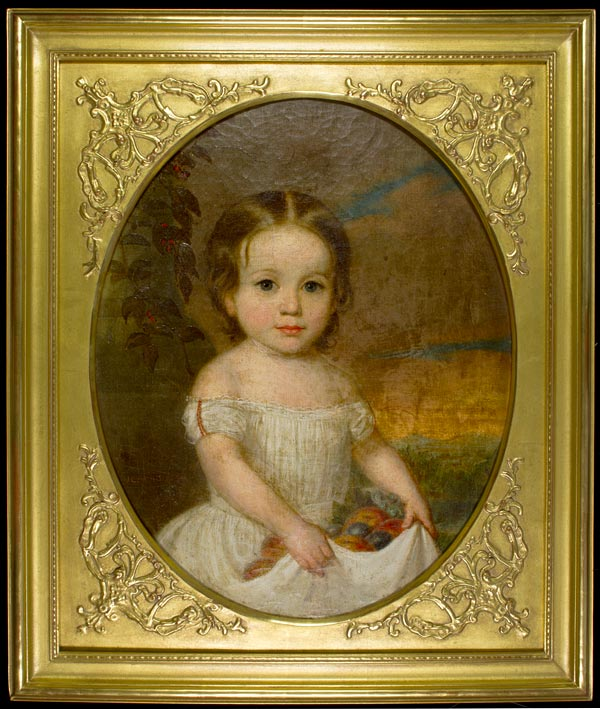
Frances Carlin

John Carlin war ab 1843 mit einer Nichte von Abraham Lincolns Sekretär William Henry Seward, Mary Wayman, verheiratet. Diese war laut Christopher Krentz ebenfalls gehörlos. Aus der Ehe gingen fünf hörende Kinder hervor.